# Université d'État Austin Peay
L'université d'État Austin Peay (en anglais : Austin Peay State University) est une université d'État américaine située à Clarksville dans le Tennessee. L'établissement porte le nom de Austin Peay (en), un homme politique américain qui a été gouverneur du Tennessee entre 1923 et 1927. 